# Conus augur
Espèce
Conus augur est une espèce de mollusques gastéropodes marins de la famille des Conidae.
Comme toutes les espèces du genre Conus, ces escargots sont prédateurs et venimeux. Ils sont capables de « piquer » les humains et doivent donc être manipulés avec précaution, voire pas du tout.

## Description
La taille d'une coquille adulte varie entre 45 mm et 76 mm. La coquille blanc crème est entourée de rangées serrées de très petits points marron, avec deux bandes de marques brunes irrégulières, l'une au-dessus, l'autre au-dessous du milieu du verticille. La spire est maculée de brun. 

## Distribution
Cette espèce marine est présente dans l'océan Indien, le long de l'atoll d'Aldabra et de Madagascar. et Madagascar ; et dans le sud-ouest de l'océan Pacifique.

### Niveau de risque d’extinction de l’espèce
Selon l'analyse de l'UICN réalisée en 2011 pour la définition du niveau de risque d'extinction, cette espèce se trouve dans les eaux peu profondes et est largement distribuée dans l'océan Indien, de la côte sud du Natal le long de l'Afrique de l'Est jusqu'au Sri Lanka. Elle n'a aucune menace actuelle connue pour sa population. Elle a donc été évaluée comme étant de préoccupation mineure.

## Taxonomie

### Publication originale
L'espèce Conus augur a été décrite pour la première fois en 1786 par le prêtre, libraire, botaniste et conchyliologiste britannique John Lightfoot dans « A Catalogue of the Portland Museum »,.

### Synonymes
- Conus (Strategoconus) augur [Lightfoot], 1786 · appellation alternative
- Conus augur Hwass, 1792 · non accepté
- Conus punctatus Gmelin, 1791 · non accepté
- Cucullus magus Röding, 1798 · non accepté
- Cucullus pulverulentus Röding, 1798 · non accepté
- Dendroconus augur ([Lightfoot], 1786) · non accepté
- Vituliconus augur ([Lightfoot], 1786) · non accepté